# Theia
Theia, starořecky Θεία, též Euryfaseia, přepisované také jako Thea, je v řecké mytologii titánka první generace, manželka Hyperióna, matka Hélia, Seléné a Éóji. Většina zdrojů se shoduje v tom že byla dcerou Úrana a Gaii, stejně jako její manžel a ostatní titáni první generace: Ókeanos a Téthys, Krios, Koios a Foibé, Iapetos, Themis, Mnémosyné a nejmladší Kronos a Rheia. V Homérově díle však existují náznaky podání podle kterého byli Titáni dětmi Ókeana a Téthydy. V homérském hymnu na Hélia je nazývána Euryfaseia „široce zářící“, v předmluvě k Hyginovým Fabulae je jako matka Hélia, Seléné a Éóji uváděna Aithra, snad s Theiou totožná.
Její jméno snad souvisí s poetismem θεά thea „bohyně“.
Po Theie jako matce bohyně měsíce Seléné je v teorii velkého impaktu pojmenována hypothetická protoplaneta, z níž vznikl Měsíc.